# Battaglia sul ghiaccio del lago Vänern
La battaglia sul ghiaccio del lago Vänern fu una battaglia del VI secolo ricordata nella mitologia norrena e a cui ci si riferisce nel poema epico anglosassone Beowulf. È stata datata intorno al 530.

## IlBeowulf
Il re svedese Ohthere (Ottar Vendelkråka, com'è spesso chiamato il primo re storico di Svezia) era morto e suo fratello Onela (Áli) aveva usurpato il trono svedese. I figli di Ottar, Eanmund ed Eadgils (Adils) dovettero fuggire a Götaland e cercare rifugio presso il re dei Geati Heardred. Ciò indusse Onela ad attaccare i Geati e uccidere Eanmund ed Heardred. Per vendicare il suo re e parente, Beowulf decise di aiutare Eadgils a riguadagnare il trono di Svezia. Durante la battaglia Eadgils uccise Onela e divenne re di Svezia.

## Saghe norrene
Nelle saghe norrene, sono comparsi dei cambiamenti. Il nome di Onela, Áli hinn upplenzki ("Onela di Uppland"), rimane immutato, ma l'Uppland, la provincia centrale degli Svedesi, è stata confusa con l'Oppland norvegese, così ci si riferisce ad Onela come ad un re norvegese.
Nell'Edda in prosa di Snorri Sturluson, nello Skáldskaparmál, la battaglia è menzionata in due versi. Nel primo, Snorri cita un poema frammentario chiamato Kálfsvísa:
(Skáldskaparmál, Kálfsvísa)
Nel secondo verso, Snorri riporta: "Decisero di combattere sul ghiaccio del lago chiamato Vänern... In questa battaglia Áli morì con molta della sua gente. Poi re Adils gli prese l'elmo, Hildisvín [Cinghiale da battaglia] e il suo cavallo Hrafn".
Nella Saga degli Ynglingar, Snorri dice che re Adils (Eadgils) combatté aspre battaglie contro il re norvegese chiamato Áli hinn upplenzki. Combatterono sul ghiaccio del lago Vänern, dove Áli cadde e Adils vinse. Snorri dice che si parla molto di quest'evento nella Saga degli Skjöldungar, e che Adils prese Hrafn (Corvo), il cavallo di Áli.
La Saga degli Skjöldungar è perduta, ma nel XVI secolo Arngrímur Jónsson salvò una piccola informazione della saga nel suo riassunto in latino. Scrisse: "C'era contrasto tra re Adils di Svezia e re Áli di Uppland in Norvegia. Essi decisero di combattere sul ghiaccio del Lago Vänern. Adils vinse e prese il suo elmo, la sua cotta di maglia e il suo cavallo."
Adils sarebbe diventato un re famoso di cui molto si parla nelle leggende di Hrólfr Kraki e nelle danesi Gesta Danorum. Secondo Snorri, egli fu sepolto a Gamla Uppsala.

## Archeologia
Le fonti sulla battaglia sul ghiaccio contengono accurate informazioni su questo periodo e sull'Era di Vendel. Questo periodo è caratterizzato dall'apparizione di guerrieri che combattevano a dorso di cavallo e dall'uso di elmi con cimiero di peli di cinghiale.
Nella battaglia sul ghiaccio, si descrivono i combattenti che lottavano a dorso di cavallo, sebbene i Vichinghi e gli Anglosassoni, che in tempi successivi parlavano nelle loro leggende di questa battaglia, combattevano di nuovo a piedi. Allo stesso modo, l'elmo di Onela è chiamato Cinghiale-da-battaglia anche se gli elmi con cimiero di peli di cinghiale erano già da tempo in disuso al tempo in cui le memorie dell'evento furono messe per iscritto.